# 3 Engel für Ali
3 Engel für Ali ist ein deutsch-türkischer Kurzfilm aus dem Jahr 2003. Er entstand unter der Regie von Roman Schaible, der auch das Drehbuch schrieb. In den Hauptrollen sind die Mitglieder des Hip-Hop-Duos Digger Dance zu sehen, die zudem die Musik zum Film beisteuerten.

## Handlung
Die Gaunerkomödie erzählt die Geschichte des Hamburger Straßendealers Ali. Er führt ein eher unstetes Leben. Sein Gras streckt er mit Gartenkresse. Ansonsten ist er dem Drogen- und Alkoholkonsum verfallen. Seine einzigen Kontakte sind die drei ebenfalls aus der Türkei stammenden Besitzer eines Nähladens. Mit gestellten Polaroidfotos gaukelt er seinen in der Türkei lebenden Eltern eine erfolgreiche Karriere vor. Als seine Eltern überraschend ihren Besuch in Deutschland ankündigen, bleibt Ali nur ein Tag Zeit, einen Ausweg aus diesem Dilemma zu finden. Zunächst versucht er es mit Glücksspiel, dabei verliert er jedoch sein letztes Geld. Danach versucht er einen Dealer mit gestrecktem Kokain aufs Kreuz zu legen. Doch dabei handelt es sich um verdeckte Ermittler. Ali entkommt mit knapper Not, verliert jedoch das Päckchen. Zusätzlich verscherzt er es sich noch mit seinem Komplizen. 
Die drei türkischen Schneider helfen ihm bei der Suche nach einer Lösung. Ali soll den Norweger bestehlen, der die Schneider um guten, hochwertigen Stoff betrogen hat. Der Norweger hat gerade einen neuen Deal am Laufen. Auf dem Parkplatz, wo die Übergabe stattfinden soll, treffen sich der Norweger und sein Käufer, die verdeckten Ermittler sowie Ali zur Übergaben. Ali klaut jedoch nicht nur den Koffer mit dem Geld, sondern versucht auch den Wagen zu stehlen. Dabei wird er von einem der Gangster gestellt. Der Polizist kommt rechtzeitig und zielt auf den Angreifer. Ali nutzt die aufgeheizte Situation und flieht mit dem Auto. Er entkommt mit dem Koffer und nimmt diesen mit zum Schreinerladen. Dort taucht sein Komplize vom Drogendeal auf, doch die drei Schneider decken Ali. Dieser soll ein paar Tage untertauchen. Nach dem Packen öffnet er den Koffer und eine Farbpatrone explodiert in sein Gesicht und auf sein weißes T-Shirt. In diesem Moment klingelt es an der Tür: seine Familie ist da.

## Hintergrund
Schaible entstammt dem Umfeld des Hamburger Hip-Hop-Labels Eimsbush. Nachdem er zunächst als Beleuchter bei verschiedenen Kino- und Fernsehproduktionen gearbeitet und später mit Musikvideos erste Regieerfahrung gesammelt hatte, entstand 2003 der 33-minütige Kurzspielfilm 3 Engel für Ali. Produziert wurde der Streifen in deutscher und in türkischer Sprache mit deutschen Untertiteln und in Farbe. 2003 lief er im Programm der Hofer Filmtage.
Die Hauptrolle spielt Bülent Çelebi, der Hip-Hop-Musiker ist auch als B-Low bekannt. Sein Partner beim Hip-Hop-Duo Tobias „Tobby Digg“ Iliev-Granow spielt ebenfalls eine tragende Rolle. In weiteren Rollen sind die Rapper Ayhan „Big A“ Isik und  Süleyman „Sly Da Man“ Kaplan zu sehen, die ebenfalls aus dem Eimsbush-Umfeld stammen.

## Festivals
- Hofer Filmtage 2003